# 散水餅
散水餅是離職時請同事吃的餅，目的是表達心意，以感謝上司、同事們過去日子以来的照顧。

## 名源
散水是廣東話詞語，來源可追溯古時的建築述語，本意指疏導雨水的技術 。時至今日，散水一詞比諭分開，尤其多應用於職場上，形容離職當天正式與工作團隊分別。

## 简介
在香港，基於山水有相逢的概念，離職時派散水餅已經是不成文規定。
散水餅的款式多樣，除了餅外，亦可以是曲奇、零食、街頭小食（雞蛋仔、魚蛋、燒賣、串燒）、飲品等，全在乎心意。